# HMS Westminster (L40)
«Вестмінстер» (англ. HMS Westminster (L40) — військовий корабель, ескадрений міноносець «Адміралті» типу «W» Королівського військово-морського флоту Великої Британії за часів Першої та Другої світових війн.
«Вестмінстер» був закладений у квітні 1917 року на верфі компанії Scotts Shipbuilding and Engineering Company у Гріноку. 25 лютого 1918 року він був спущений на воду, а 18 квітня 1918 року увійшов до складу Королівських ВМС Великої Британії.

## Історія служби
Після введення до строю першим завданням «Вестмінстера» було супроводження лінійних крейсерів у Північному морі. В листопаді 1918 року після капітуляції Німеччини він супроводжував німецький флот Відкритого моря на шляху до Росайта.
Менш ніж через місяць після закінчення війни «Вестмінстеру» довелося допомогти в евакуації екіпажу крейсера «Кассандра», який підірвався на міні. Але лише через день у густому тумані сам «Вестмінстер» зіткнувся з есмінцем «Верулам» і встав на капітальний ремонт. «Вестмінстер» тоді служив на Балтиці і був пошкоджений у бою з російськими військовими кораблями. Потім він продовжив службу у 6-й флотилії Атлантичного флоту в 1921 році, перш ніж його вивели до резерву.
До 1939 року британським адміралтейством проводилася масштабна програма переозброєння. Було відібрано ряд старих есмінців класів V і W для переобладнання їх на протиповітряні кораблі супроводження конвоїв. «Вестмінстер» був серед тих, що вибрали на ці ролі. Конверсія тривала до грудня 1940 року, під час якого номер його вимпелу було змінено з L50 на D45, щоб відповідати використанню як ескортного есмінця. У грудні він пройшов випробування після переобладнання, а потім був переведений на службу для виконання обов'язків щодо захисту конвоїв у Північному морі.
На початку травня 1940 року «Вестмінстер» був одним із чотирьох британських есмінців, які підтримували французьку армію біля узбережжя Дюнкерка та підтримували евакуацію з голландського Вліссінгена. Екіпаж корабля протягом чотирьох днів поспіль безперервно залишався на бойових позиціях, і есмінець успішно відбив усі повітряні атаки без жодних втрат до 15 травня. 20 травня він зіткнувся з затонулим кораблем біля Дюнкерка і зазнав значних пошкоджень. Він вирушив до Дюнкерка для ремонтних робіт і був останнім кораблем, який там ремонтували, перш ніж місто потрапило в руки німців.
У червні «Вестмінстер» повернулася до служби, а до кінця війни перебував в ескортних силах Росайта, захищаючи важливі транспортні конвої у навколишніх водах. Серед іншого він брав участь у прикритті випробувальних іспитів новітнього лінкора «Кінг Джордж V» при переході з Тайна до Росайта. Оскільки «Вестмінстер» був переобладнаний для використання в ролі протиповітряного ескорту та оснащений відповідним висококутним озброєнням, він залишався для захисту життєво важливих конвоїв на східному узбережжі Британії та не діяв, наприклад для підтримки висадки союзників у Нормандії та прикритті арктичних конвоїв.
12 жовтня «Вестмінстер» вступив у бій з катерами 2-ї німецької флотилії разом з есмінцями «Волсі» та «Котсуолд», захищаючи конвой FN 31, який плив біля узбережжя Норфолка. Згодом він відбивав напад німецьких E-boot, цього разу біля Лоустофта з корветом «Віджеон» і канонерськими човнами 88 і 91. «Вестмінстер» загалом потопив три E-boot. Лише одного разу німці змогли прорвати екран ескорту і потопити торгове судно.